# Lord-lieutenant de Cumbria
Ceci est une liste de personnes qui ont servi lord-lieutenant de Cumbria:
Cumbria a été formé le 1er avril 1974 par la combinaison du Cumberland et du Westmorland et d'autres domaines.
Voir Lord-lieutenant du Cumberland et lord-lieutenant du Westmorland pour les lord-lieutenant de ces comtés avant 1974.
- John Charles Wade (anciennement lord-lieutenant du Cumberland) 1er avril 1974 – with a lieutenant:
  - Lieutenant-Commander Paul Norman Wilson, 1er avril 1974 – (anciennement lord-lieutenant du Westmorland)[1]
- Charles Graham (6e baronnet) 1983–1994
- James Anthony Cropper 18 juillet 1994–2012[2]
- Claire Hensman  Dec 2012–present[3]